# رافال (دهستان)

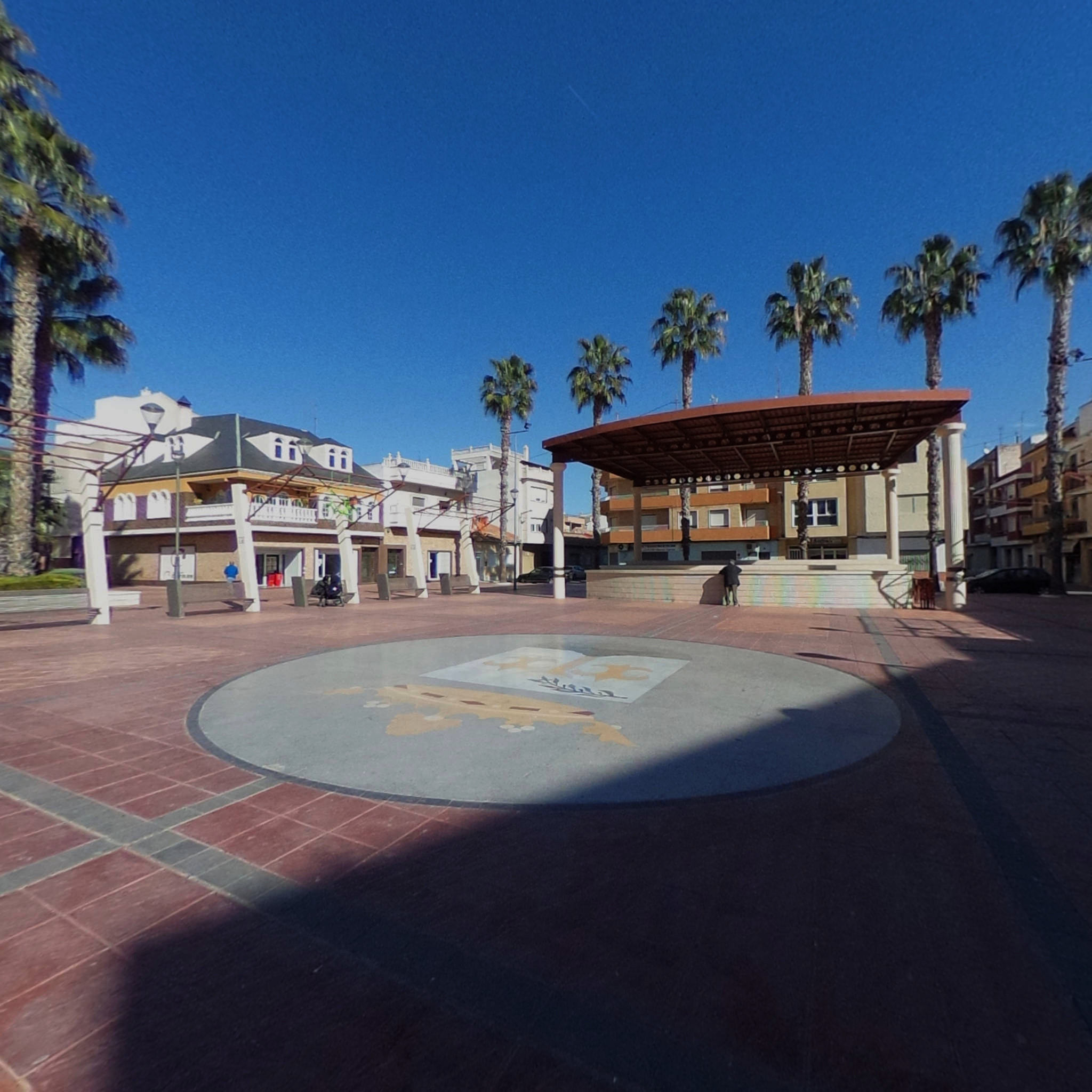
نمایی از رافال، دهستانی در آلیکانتهٔ اسپانیا - ۲۰۱۷

رافال دهستانی در استان آلیکانتهٔ اسپانیا است.
در این دهستان ۳٬۸۰۵ نفر زندگی می‌کنند. مساحت این دهستان ۱٫۵۸ کیلومتر مربع است.